# Baron Stanley
Baron Stanley war ein erblicher britischer Adelstitel (Barony by writ) in der Peerage of England.

## Geschichte des Titels
Der Titel wurde am 15. Januar 1456 für Sir Thomas Stanley geschaffen, indem dieser durch Writ of Summons ins englische Parlament berufen wurde.
Sein Sohn wurde am 27. Oktober 1485 zum Earl of Derby erhoben, bis zum Tod des 5. Earl am 19. April 1594 blieben beide Titel vereint. Als dieser ohne männliche Nachkommen starb, fiel die Baronie in Abeyance zwischen seinen drei Töchtern, der Earlstitel hingegen ist nur in männlicher Linie vererbbar und fiel an seinen Bruder als 6. Earl.
Am 23. Februar 1921 wurde die Abeyance für Edith Abney-Hastings, 12. Countess of Loudoun als 7. Baroness beendet, die bereits den Titel Countess of Loudoun führte. Als diese bei ihrem Tod am 24. Februar 1960 keine Söhne hinterließ fiel der Titel erneut in Abeyance zwischen ihren fünf Töchtern. Heutige berechtigte Co-Erben des Titels sind die folgenden Nachkommen von vieren dieser fünf Töchter:
- Simon Abney-Hastings, 15. Earl of Loudoun (* 1981) (1/4 Anteil)
- Sheena Williams, geb. Wakefield (* 1941) (1/8 Anteil)
- Flora Purdie, geb. Hubble (* 1957) (1/8 Anteil)
- Robert Marcel de Fresnes (* 1970) (1/4 Anteil)
- Norman Angus Maclaren (* 1948) (1/4 Anteil)

## Liste der Barone Stanley (1456)
- Thomas Stanley, 1. Baron Stanley († 1459)
- Thomas Stanley, 1. Earl of Derby, 2. Baron Stanley († 1504)
- Thomas Stanley, 2. Earl of Derby, 3. Baron Stanley († 1521)
- Edward Stanley, 3. Earl of Derby, 4. Baron Stanley (1509–1572)
- Henry Stanley, 4. Earl of Derby, 5. Baron Stanley (1531–1593)
- Ferdinando Stanley, 5. Earl of Derby, 6. Baron Stanley (1559–1594) (Titel abeyant 1594)
- Edith Abney-Hastings, 12. Countess of Loudoun, 7. Baroness Stanley (1883–1960) (Abeyance beendet 1921; Titel abeyant 1960)